# Saint-Michel-Labadié
 Saint-Michel-Labadié  es una población y comuna francesa, ubicada en la región de Mediodía-Pirineos, departamento de Tarn, en el distrito de Albi y cantón de Valence-d'Albigeois.

## Demografía
| 135 | 114 | 103 | 110 | 102 | 88 |
| Para los censos de 1962 a 1999 la población legal corresponde a la población sin duplicidades (Fuente: INSEE [Consultar]) |     |     |     |     |    |